# 新疆水库列表
至2007年，中华人民共和国新疆维吾尔族自治区共有大型水库20座，按库容量依次为克孜尔水库、小海子水库、乌鲁瓦提水利枢纽、“635”水库、福海水库、塘巴湖水库、上游水库、蘑菇湖水库、大西海子二库、恰拉水库、多浪水库、可可托海水库、永安坝南库、苏库恰克水库、胜利水库、跃进水库 (玛纳斯)、柳沟水库、夹河子水库、西克尔水库、风城水库。
根据中华人民共和国水利部发布的《中国水库名称代码》（中华人民共和国行业标准SL259-2000）将新疆维吾尔族自治区所有大型水库及中型水库列表如下。

## 大型水库
| 水库              | 水系               | 总库容 亿立方米 | 位置             |
| ----------------- | ------------------ | --------------- | ---------------- |
| 克孜尔水库        | 渭干河             | 6.40            | 拜城县           |
| 小海子水库        | 叶尔羌河           | 5.00            | 农三师           |
| 乌鲁瓦提水利枢纽  | 和田河             | 3.47            |                  |
| “635”水库         | 额尔齐斯河         | 2.82            |                  |
| 福海水库          | 乌伦古河           | 2.20            | 阿勒泰地区       |
| 塘巴湖水库        | 克兰河             | 2.20            | 阿勒泰地区       |
| 上游水库          | 塔里木河           | 1.80            | 阿瓦提县、农一师 |
| 蘑菇湖水库        | 玛纳斯河           | 1.80            | 农八师           |
| 大西海子二库      | 塔里木河           | 1.61            | 农二师           |
| 恰拉水库          | 孔雀河             | 1.61            | 农二师           |
| 多浪水库          | 塔里木河           | 1.20            | 农一师           |
| 可可托海水库      | 额尔齐斯河         | 1.13            |                  |
| 永安坝南库        | 叶尔羌河           | 1.10            | 农三师           |
| 苏库恰克水库      | 叶尔羌河           | 1.08            |                  |
| 胜利水库          | 塔里木河           | 1.08            | 农一师           |
| 跃进水库 (玛纳斯) | 玛纳斯河           | 1.03            | 玛纳斯县、农八师 |
| 柳沟水库          | 四棵树河、古尔图河 | 1.02            | 农七师           |
| 夹河子水库        | 玛纳斯河           | 1.01            | 农八师           |
| 西克尔水库        | 克孜河             | 1.01            | 喀什地区         |
| 风城水库          | 额尔齐斯河         | 1.00            |                  |

## 伊犁河-额敏河流域
- 乌拉斯台水库 塔城市
- 乌什水水库 额敏县
- 黄羊泉水库 克拉玛依市

## 额尔齐斯河水系
- 可可托海水库 富蕴县可可托海
- 183团6号水库 阿尔泰市183团
- 托洪台水库 布尔津县
- 塘巴湖水库 阿尔泰市红墩乡
- 阿苇滩水库  阿尔泰市
- 青年水库  阿尔泰市
- 额敏水库  额敏县

## 准噶尔内流区
- 福海水库 福海县顶点
- 哈拉霍英水库  福海县哈拉霍英
- 顶山水库  福海县
- 加音塔拉水库 和布克赛尔县
- 白杨河水库  克拉玛依市白杨河
- 白碱滩水库  克拉玛依市
- 奎屯河水库 乌苏市
- 车排子水库  乌苏市
- 黄沟一库  乌苏市
- 黄沟二库  乌苏市
- 泉沟水库 奎屯市
- 柳沟水库  乌苏市
- 五一水库 (博乐) 博乐市
- 鄂托克赛尔水库 温泉县
- 蘑菇湖水库 石河子市
- 大泉沟水库  石河子市石河子
- 跃进水库 玛纳斯县
- 夹河子水库  玛纳斯县
- 新户坪水库  玛纳斯县
- 安集海一库 沙湾县
- 安集海二库  沙湾县
- 洪沟水库  沙湾县
- 小海子水库 呼图壁县
- 大海子水库  呼图壁县五工台
- 三屯河水库 昌吉市碾盘庄
- 头屯河水库  昌吉市
- 乌拉泊水库 乌鲁木齐市南郊
- 红雁池水库  乌鲁木齐市南郊
- 猛进水库 昌吉市五家渠
- 红山水库 (托克逊) 托克逊县
- 西大龙口水库 吉木萨县三台
- 下新湖水库  吉木萨县吉木萨尔
- 龙王庙水库  木垒县木垒
- 柯柯亚水库 鄯善县
- 八一水库 (昌吉)  昌吉市
- 红岩水库  乌鲁木齐市南郊
- 冰湖水库 阜康县

## 塔里木内流区
- 帕满水库 沙雅县
- 结然力克水库  沙雅县
- 其满水库  沙雅县
- 大寨水库  沙雅县
- 卡尔其克水库 尉犁县卡尔其克
- 塔里木水库  尉犁县塔里木乡
- 卡拉水库  尉犁县
- 大西海子一库  尉犁县
- 大西海子二库  尉犁县
- 托克拉克水库 阿图什市
- 西克尔水库  伽师县西克尔乡
- 卡达苏盖提水库 疏勒县塔孜其乡
- 苏库恰克水库 莎车县艾力西湖
- 依干其水库  莎车县依干其镇
- 艾力西湖水库上  莎车县艾力西湖
- 艾力西湖水库下  莎车县艾力西湖
- 东方红水库 上  莎车县西库力
- 东方红水库 下  莎车县西库力
- 东巴克水库  莎车县阿瓦提镇
- 米吉东水库  莎车县阿瓦提镇
- 塞力吾依水库  莎车县莎车
- 塔哈其水库  莎车县塔哈其
- 吉仁力马水库 麦盖提县吐曼塔勒
- 前进水库  麦盖提县吐麦盖提
- 红海子水库 巴楚县红海子乡
- 卫星水库  巴楚县红海子乡
- 草龙水库  巴楚县毛拉乡
- 阿吉根水库  巴楚县毛拉乡
- 小海子水库  巴楚县
- 永安坝南库  巴楚县
- 永安坝北库  巴楚县
- 上游水库  阿瓦提县
- 汗可尔水库  麦盖提县
- 新井子水库  阿克苏市
- 西大桥水库  阿克苏市
- 多浪水库  阿克苏市
- 胜利水库  阿克苏市
- 东风水库 墨玉县扎瓦
- 卡尔赛水库  墨玉县奎牙
- 新建水库  墨玉县沙依巴格
- 英尔里克水库 和田县英尔里克
- 东方红水库 (和田)  和田县吐沙拉乡
- 哈拉块力水库 洛甫县普拉乡
- 克孜尔水库 拜城县拜城
- 跃进水库 库车县
- 五一水库 (新和) 新和县
- 民兵水库 沙雅县
- 沙汗水库 英吉沙县沙汗乡
- 阿湖水库  阿图什市
- 托卡依水库  阿图什市
- 保尔水库 叶城县洛克乡
- 雅普泉水库 皮山县固玛镇
- 桑株水库  皮山县柯尔柯孜
- 先锋水库 策勒县
- 东方红水库 (于田) 于田县
- 克里西水库  库车县